# Don't Send We Back
Don't Send We Back is een nummer van 10cc. Het is afkomstig van hun album Look Hear?. De titel is in gebrekkig Engels gesteld (juist zou zijn Don’t Send Us Back).
Het gaat over bootvluchtelingen afkomstig uit Korea, maar waarschijnlijk werd Vietnam bedoeld. Want ze hebben gevaren op de Zuid-Chinese Zee, ze zijn in Singapore en Jakarta geweest; zijn langs Maleisië gevaren, hebben zowat elk Indonesisch eiland gezien en hebben ook geprobeerd de Filipijnen te halen. Ze zijn kennelijk onderschept want de slotzin is You want to turn our boat around. Ze dreigen teruggestuurd te worden, zonder dat er voldoende water aan boord is.     

## Musici
- Rick Fenn – eerste zangstem, gitaar
- Eric Stewart – gitaar, achtergrondzang
- Graham Gouldman – basgitaar, akoestische gitaar, achtergrondzang
- Duncan Mackay – orgel, vocoder
- Stuart Tosh – percussie, achtergrondzang
- Paul Burgess – slagwerk, marimba